# 福岡忠雄
福岡 忠雄（ふくおか ただお、1942年8月25日 - 2024年8月19日）は、日本の英文学者、関西学院大学名誉教授。

## 来歴
1965年、神戸市外国語大学英米科卒業。1969年、金沢大学法文学部専攻科英文学コース修了、1972年、京都大学大学院文学研究科修士課程修了、滋賀大学経済学部助手。1973年に講師、1976年に助教授、1990年に教授。1998年、関西学院大学教授、2010年定年退職、名誉教授。妻は福岡和子・京都大学名誉教授。
2024年8月19日、病気のため死去した。81歳没。

## 著書
- 『虚構の田園 ハーディの小説」あぽろん社 1995
- 『読み直すトマス・ハーディ』松籟社 関西学院大学研究叢書 2011

### 共編著
- 『『ジュード』についての11章 小説の読み方・論じ方」十九世紀英文学研究会編 那須雅吾監修 共編著 英宝社 2003.4
- 『『カスターブリッジの町長』についての11章 小説の読み方・論じ方」十九世紀英文学研究会編 北脇徳子,渡千鶴子,風間末起子,杉村醇子編著（監修）英宝社 2010

### 翻訳
- 『トマス・ハーディ全集 1 窮余の策』大阪教育図書 2009

## 参考
- 「福岡忠雄教授略歴・業績目録」『英米文学』第55巻、2011年3月、i-ii、CRID 1050282813195725952、hdl:10236/10103、ISSN 04246853。